# Бигальке, Саша
Саша Бигальке (нем. Sascha Bigalke; 8 января 1990, Западный Берлин) — немецкий футболист, полузащитник.

## Клубная карьера
Первый свой матч за «Герту» сыграл 31 июля 2008 года в первом отборочном раунде Кубка УЕФА 2008-09 против «Нистру» из Атаки.

## Карьера в сборной
Регулярно выступает за различные сборные соответствующих возрастных категорий. Был лидером сборной Германии U-17, за которую провёл 25 матчей и забил 11 мячей. Участвовал в Чемпионатах мира и Европы среди юношей до 17 лет.

## Достижения
- Бронзовый призёр ЧМ-2007 U-17
- Участник ЧЕ-2007 U-17